# Serui
Serui ist der Hauptort der indonesischen Insel Yapen. Der Ort liegt an der Südküste der Insel, die in der Cenderawasih-Bucht nördlich von Neuguinea gelegen ist. Serui ist auch die Hauptstadt des Kabupaten Kepulauan Yapen. Die Bevölkerung der Stadt beläuft sich auf 13.756 Personen und ist etwa zu zwei Dritteln christlich und zu einem Drittel muslimisch.

## Verkehr
Serui verfügt über einen Hafen mit Fährverbindungen unter anderem nach Jayapura. Am Flughafen Serui (IATA-Flughafencode ZRI, ICAO-Flughafencode WABO) können Flugzeuge bis zu einer Größe einer ATR 42 landen.